# Варшавська архідієцезія
Варшавська архідієцезія — одна з 14 архідієцезій католицької церкви в Польщі. Створена як дієцезія у складі Познанської метрополії 1798 (булою папи Пія VI), з 12 серпня 1818 має статус архідієцезії (буллою папи Пія VII). Кафедральним собором архідієцезії з моменту її створення є собор Івана Хрестителя у Варшаві.